# 熊伏山
熊伏山（くまぶしやま、くまぶせやま）は長野県飯田市と下伊那郡天龍村の間に位置する標高1653mの山である。日本三百名山、信州百名山に選定されている。すぐ東側を中央構造線が通り、崩壊が多いことで知られる青崩峠がある。

## 登山
青崩峠を経て登るルートが一般的。青崩峠には長野県側と静岡県側から入れるが、長野県側からの国道152号は峠まで伸びておらず、そのうえ三遠南信自動車道の青崩トンネル工事のため国道の終点にも入ることができず4kmほど車道を歩く必要がある。一方の静岡県側からは塩の道まで入ることができ、峠まではわずかである。峠からは県境の尾根の急登となり、傾斜が緩むころ山頂稜線に辿り着き北に折れる。3回ほどのアップダウンののち山頂である。山頂は東側が少し切り開かれていて黒法師岳や中ノ尾根山などの赤石山脈（南アルプス）深南部の山を中心に望める。なお県境の尾根からは枝越しに池口岳や聖岳、仙丈ヶ岳などの姿も見ることができる。山頂には三角点がある。

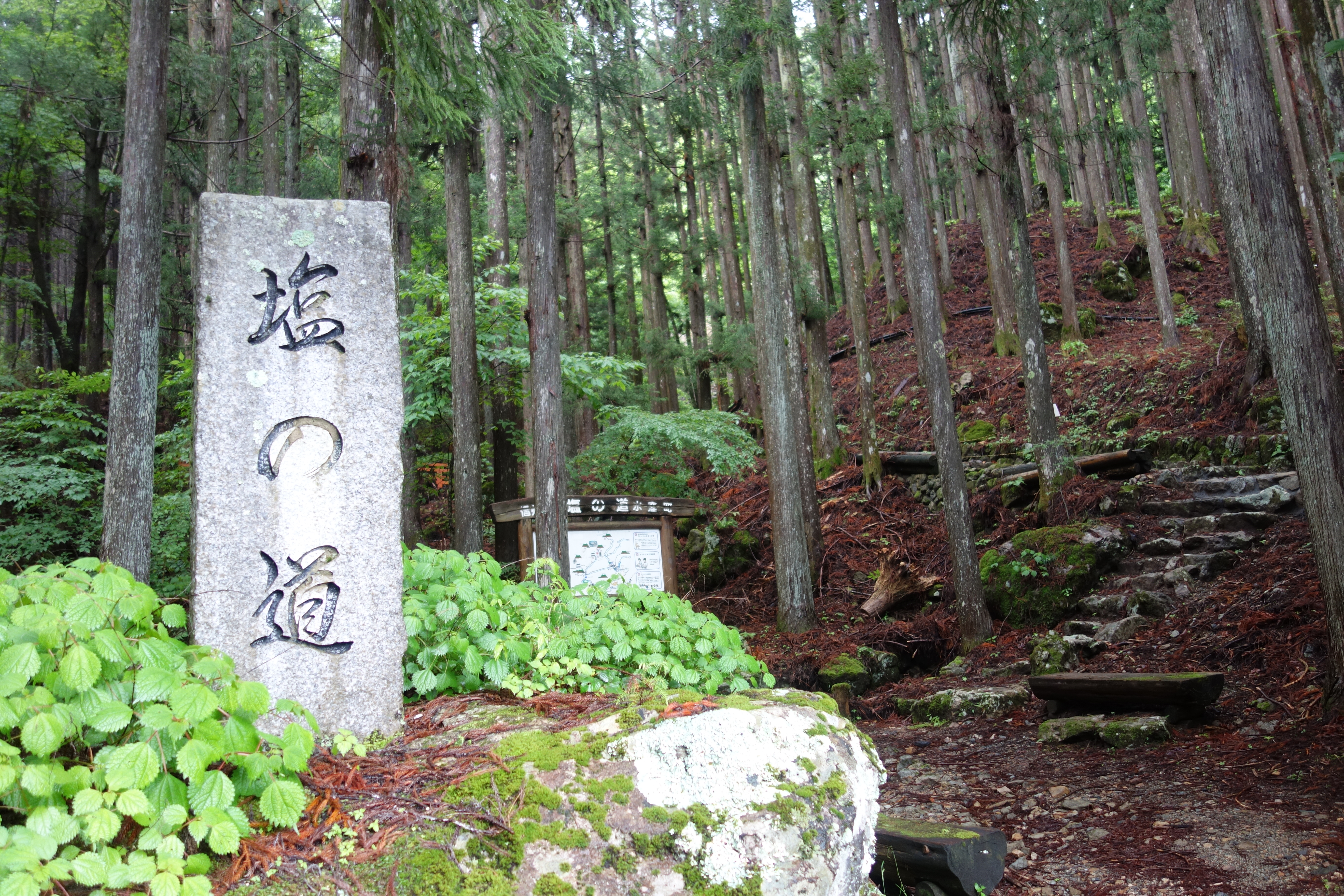
静岡県側登山口（塩の道）
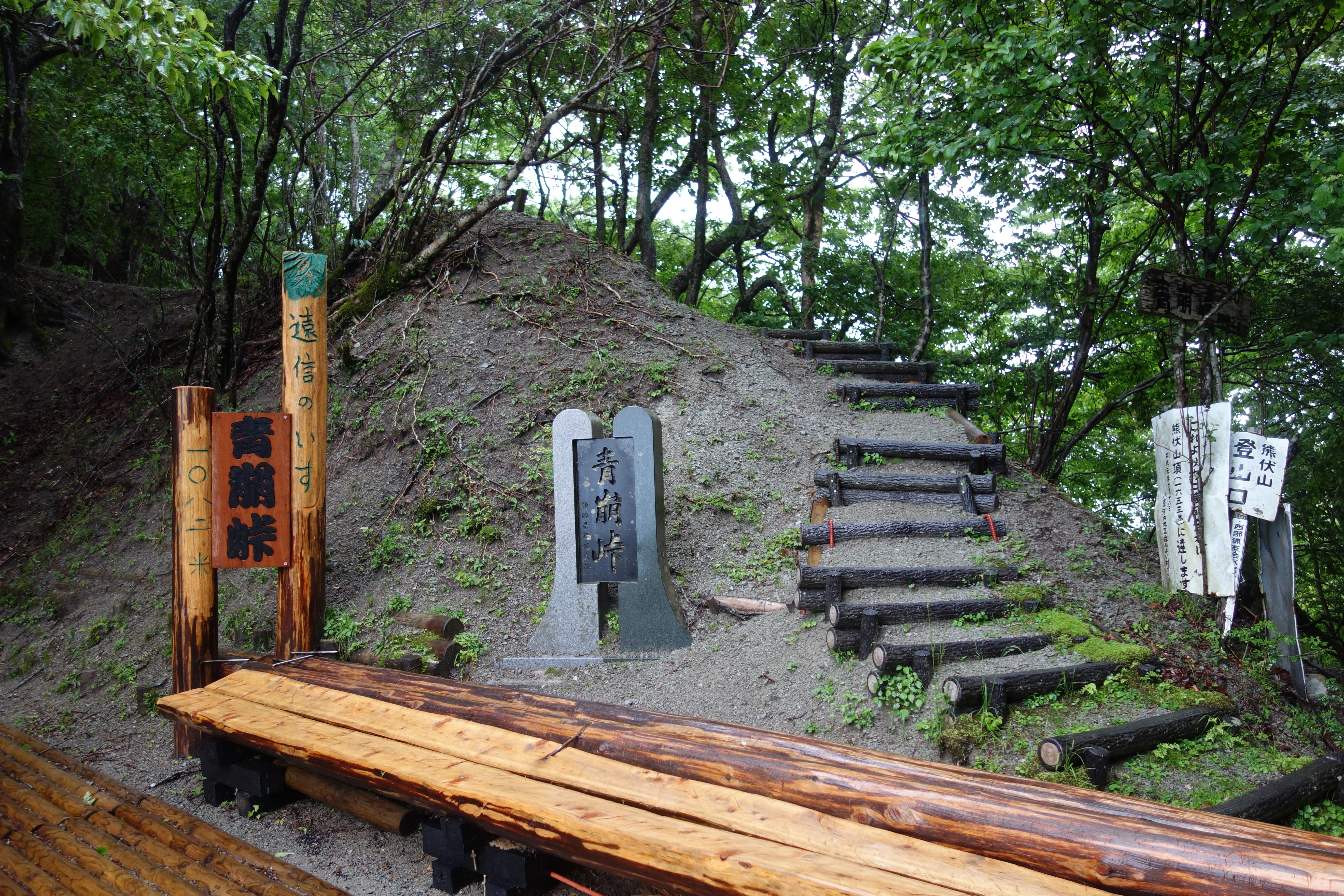
青崩峠
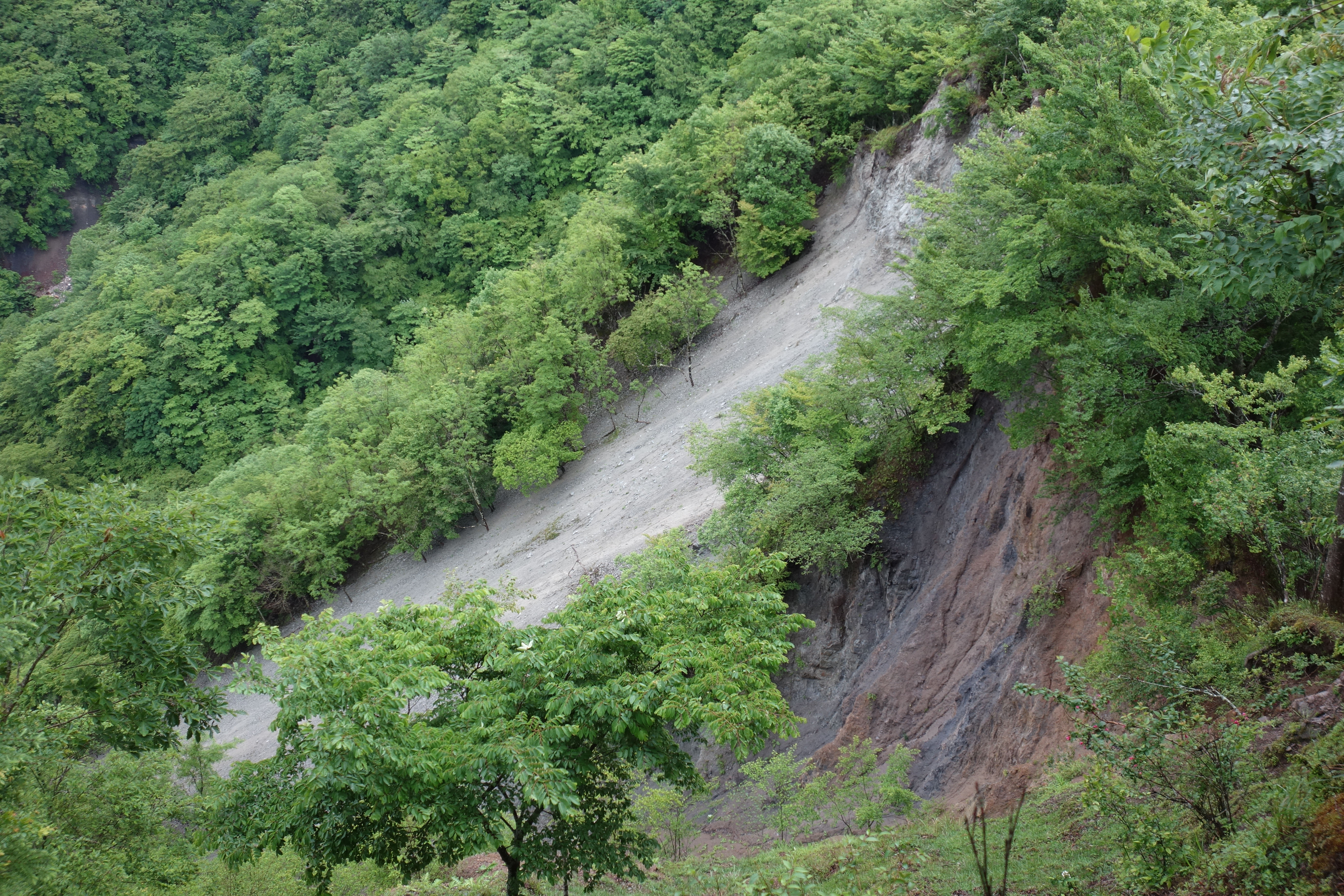
青崩峠の崩落地
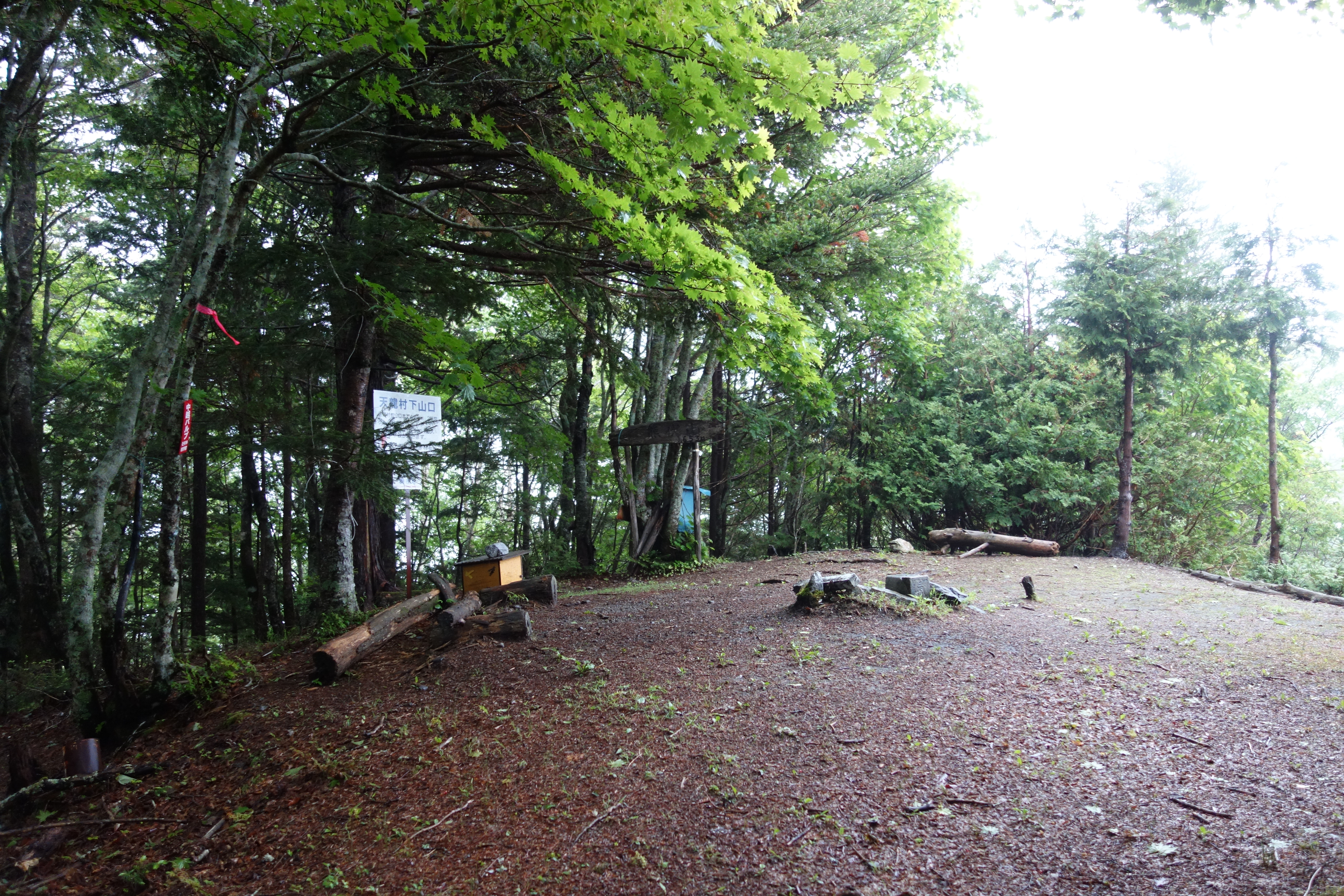
熊伏山山頂

## 周辺の山
- 池口岳
- 鶏冠山
- 中ノ尾根山
- 黒沢山
- 奈良代山